# Seibu

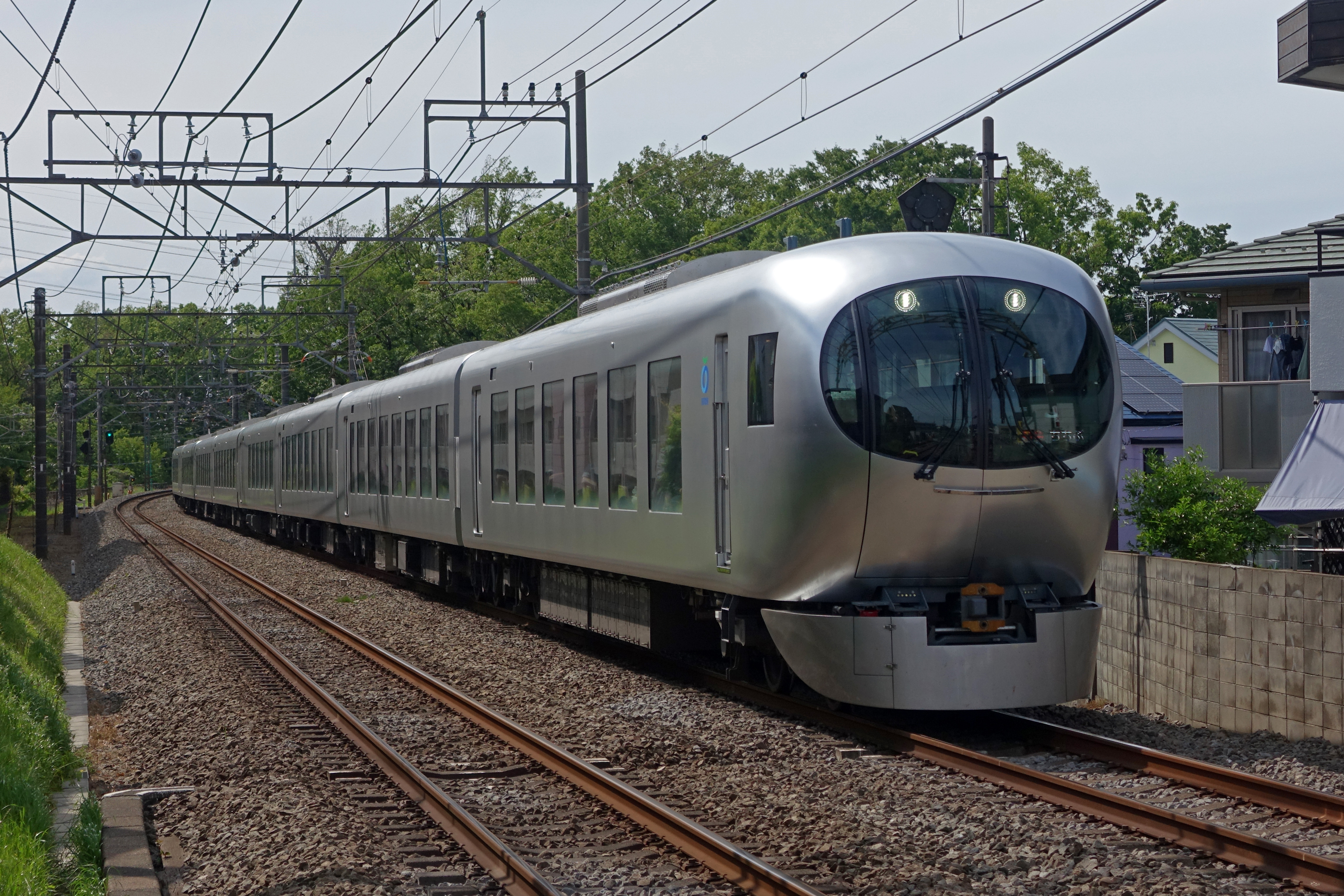
Trein van de 001 serie.

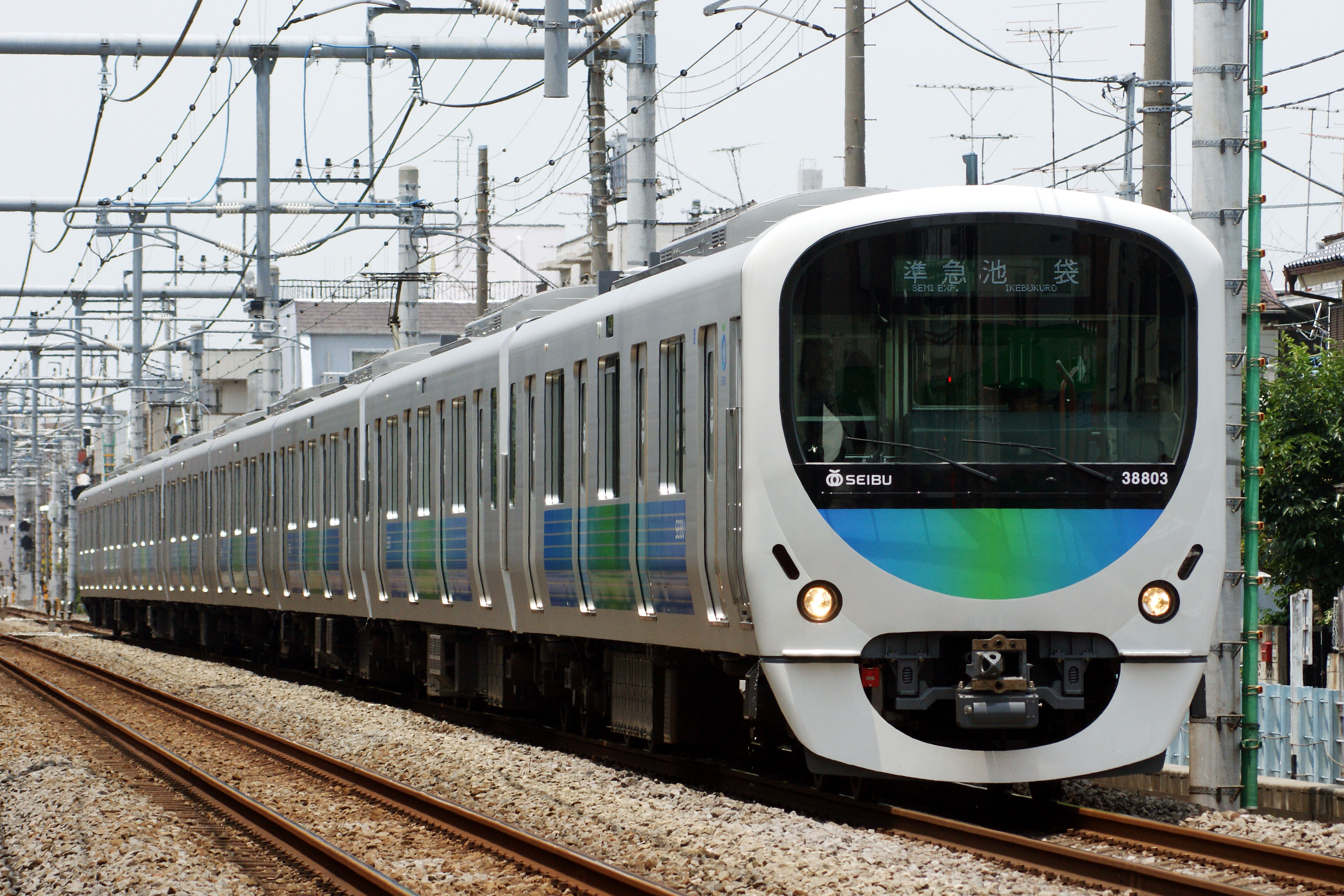
Trein van de 30000 serie Smile Train.

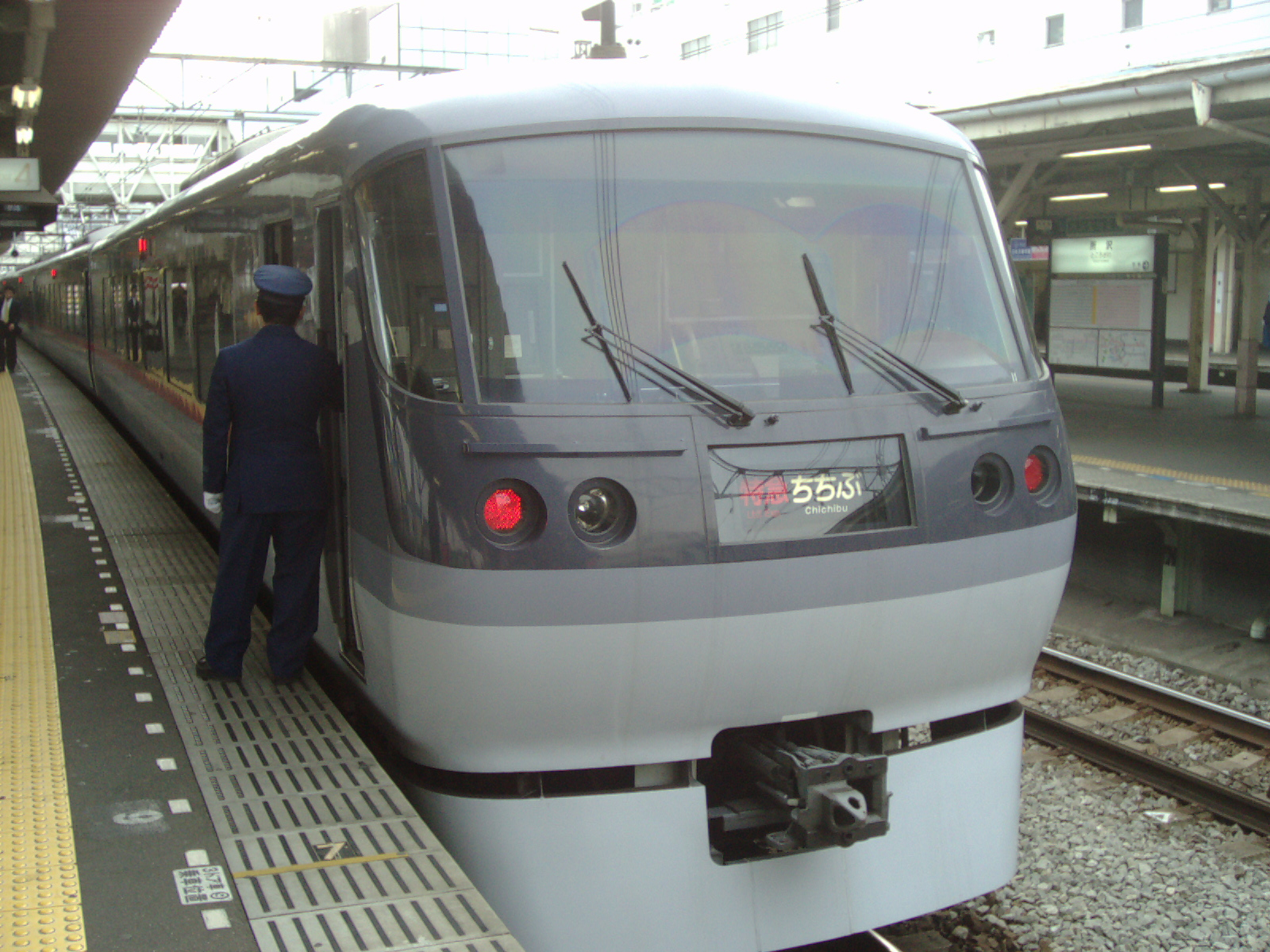
Trein van de 10000 serie.

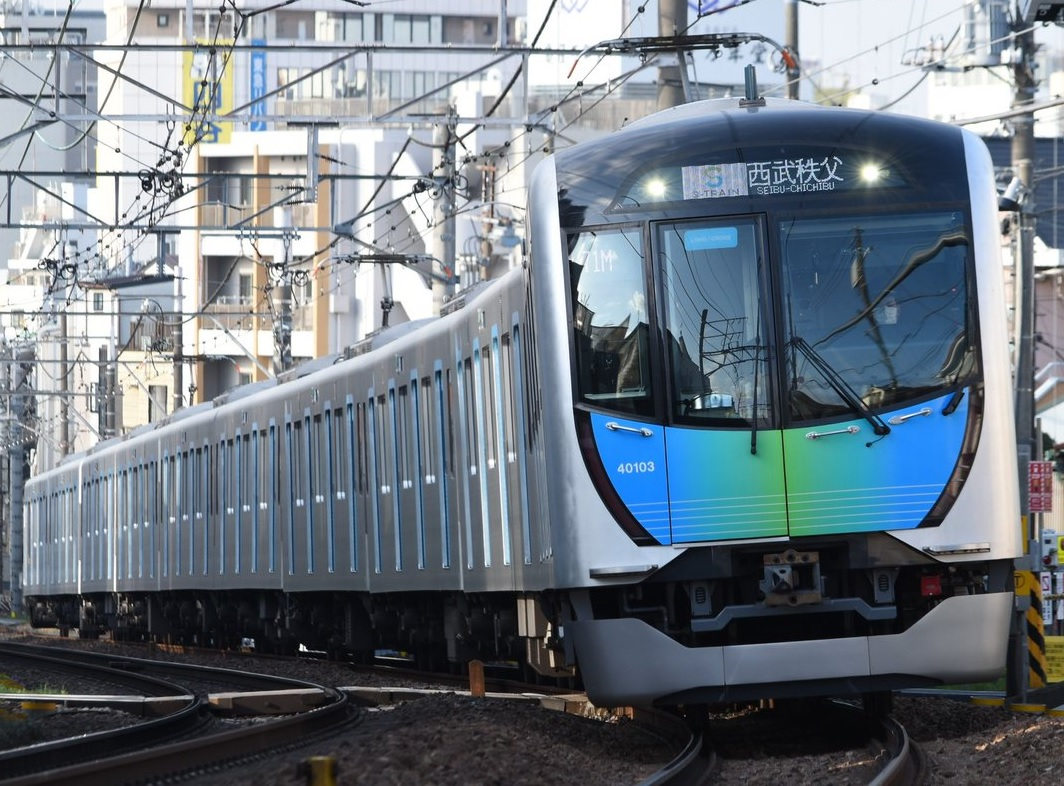
Trein van de 40000 serie.

Seibu Railway Company, Ltd. (西武鉄道株式会社, Seibu Tetsudō Kabushiki-gaisha), is een private spoorwegmaatschappij die actief is in de regio Groot-Tokio in Japan. Het hoofdkwartier van de maatschappij bevindt zich in Saitama.

## Geschiedenis
De Seibu Railway was oorspronkelijk een tramlijn van Tokio naar Ogikubo, maar werd in 1962 gesloten.
In 1921 werd de Seibu Railway overgenomen door de Kawagoe Railway welke een trein dienst reed tussen Kokubunji en Kawagoe sinds 1894. Na de overname gebruikte de maatschappij de naam "Seibu".
Het huidige bedrijf werd opgericht in november 1945 nadat de Seibu Railway en Musashino Railway met elkaar fuseerden. De Musashino Railway was in 1912 opgericht om de Seibu Ikebukuro-lijn te berijden, de fusie was georganiseerd door Yasujirō Tsutsumi een projectontwikkelaar die de Tamako Railway (nu de Seibu Tamako-lijn) opende in 1928, en werd een belangrijke aandeelhouder in de Musashino Railway en werd in 1940 werden twee maatschappijen gefuseerd.
In 1944 werd de Seibu Railway en de Musashino Railway ingehuurd om mest te vervoeren van het centrum van Tokio naar afgelegen stortplaatsen. In de nacht deden vrachtwagens dit werk, maar door de uitbraak van de Tweede Wereldoorlog werd dit systeem onhoudbaar, door de schaarste aan benzine en personeel. De treindienst bleef tot 1951 in stand. Door deze samenwerking besloten de Seibu Railway en de Musashino Railway in september 1945 te gaan fuseren.
In 2012 introduceerde Seibu stationsnummers.

## Lijnen
Seibu's netwerk bestaat uit twee groepen die samen 11 lijnen en 176.6 km aan spoor hebben.

### Ikebukuro-lijnen Groep
| Lijnen              | Van/naar                                           | Afstand | Stations | Geopend | Maximale snelheid |
| ------------------- | -------------------------------------------------- | ------- | -------- | ------- | ----------------- |
| Ikeburo-lijn        | Station Ikebukuro - Station Agano                  | 57.8    | 31       | 1915    | 120               |
| Seibu Chichibu-lijn | Station Agano - Station Seibu-Chichibu             | 19.0    | 6        | 1969    | ???               |
| Yūrakuchō-lijn      | Station Nerima - Kotake-Mukaihara                  | 2.6     | 3        | 1983    | ???               |
| Toshima-lijn        | Station Nerima - Station Toshimaen                 | 1.0     | 2        | 1927    | 60                |
| Sayama-lijn         | Station Nishi-Tokorozawa - Station Seibu-Kyūjō-mae | 4.2     | 3        | 1929    | 95                |
| Totaal              | 5 lijnen                                           | 84,6    | 45       |         |                   |

### Shinjuku-lijnen Groep
| Lijnen         | Van/naar                                     | Afstand | Stations | Geopend | Maximale snelheid |
| -------------- | -------------------------------------------- | ------- | -------- | ------- | ----------------- |
| Shinjuku-lijn  | Station Seibu Shinjuku - Station Hon-Kawagoe | 47.5    | 29       | 1894    | 105               |
| Seibu-en-lijn  | Station Higashi-Murayama - Station Seibuen   | 2.4     | 2        | 1930    | 90                |
| Haijima-lijn   | Station Kodaira - Station Haijima            | 14.3    | 8        | 1928    | 110               |
| Tamako-lijn    | Station Kokubunji - Station Seibu-Yūenchi    | 9.2     | 7        | 1928    | 95                |
| Kokubunji-lijn | Station Kokubunji - Station Higashi-Murayama | 7.8     | 5        | 1894    | ???               |
| Tamagawa-lijn  | Station Musashi-Sakai - Station Koremasa     | 8.0     | 6        | 1917    | 95                |
| Totaal         | 6 lijnen                                     | 89,2    | 57       |         |                   |

## Andere activiteiten
Seibu Railway is onderdeel van Seibu Holdings ook beter bekend als de Seibu Group, de groep is ook in het bezit van de hotelketen Prince Hotels, de busmaatschappijen Seibu Kankō Bus Co., Ltd. en Seibu Kōgen Bus Co., Ltd. en de voetbalclub Seibu Lions.
De groep is eveneens eigenaar van twee spoorwegmaatschappijen (Izuhakone Railway, Ohmi Railway).